# Emilio e i tre gemelli
Emilio e i tre gemelli (Emil und die drei Zwillinge) è un romanzo per ragazzi dell'autore tedesco Erich Kästner del 1934, seguito di Emilio e i detective.

## Storia editoriale
A causa della presa del potere da parte dei nazisti che avevano bandito le sue opere, l'autore non poté pubblicare il romanzo con la stessa casa editrice berlinese Williams & Co. che aveva già fatto uscire Emil e i detective. Emilio e i tre gemelli uscì perciò in Svizzera per l'editore Atrium Verlag.
La prima edizione italiana apparve nel 1936 per l'editore Bompiani, che lo ripubblicò fino al 1979. Nel 1991 uscì per l'Arnoldo Mondadori Editore.

## Trama
Teodoro Haberland, ragazzo berlinese detto il Professore per i suoi occhiali e la sua aria saccente, ha ereditato da una prozia una casa sul Mar Baltico. I suoi amici coetanei Emilio Roller, Gustavo dalla Tromba, il piccolo Kahn e la cugina di Emilio Pony Berrettina con la nonna di Emilio sono invitati dal Professore e dai suoi genitori a passare le ferie estive con loro nella casa al mare.
Emilio e la sua madre vedova hanno un conflitto di coscienza poiché il maresciallo Jarkow ha chiesto la mano della signora. Emilio dà il suo consenso, nonostante in cuor suo desideri continuare a vivere solo con sua madre. Sua madre, più che per amore, vorrebbe sposarsi per assicurare un futuro a suo figlio, nel caso le succedesse qualcosa di brutto. Nessuno dei due rivela i propri più intimi pensieri all'altro, così Emilio parte per le vacanze con questo tormento nell'animo.
I piccoli detective e gli altri si godono la vita di spiaggia, ma la vacanza diventa molto movimentata quando i signori Haberland fanno per nave un viaggetto in Danimarca con Pony Berrettina e sua nonna.
I ragazzi rimasti fanno la conoscenza del giovane artista Jackie Byron, membro del gruppo acrobatico I tre Byron (che sono in realtà di nazionalità tedesca malgrado il nome d'arte inglese e, come Emilio e gli altri scoprono successivamente, non sono nemmeno un padre con i suoi due figli gemelli, a differenza di come vengono presentati prima delle esibizioni). Il capo del gruppo ha intenzione di abbandonare Jack perché è diventato troppo pesante e non riesce più a sorreggerlo durante gli esercizi. In cambio cerca d'ingaggiare un nuovo "gemello" per il gruppo, e si rivolge a Gianni Rauch, il "piccolo" dell'albergo in cui si esibiva, conosciuto da Emilio e dagli altri a tempi della loro avventura berlinese. Hans avverte Emilio e i suoi amici in modo da aiutare Jackie. Emilio e Kahn pedinano quindi il capo acrobata mentre lascia la località di Büttel (mentre Gustavo, il Professore e Gianni, durante la gita in barca del giorno precedente, si sono arenati su un isolotto sabbioso sul quale è cresciuta una striminzita palma), ed essendosi accertati che non è il padre di Jackie, fanno il modo di raccogliere del denaro per permettere al loro amico di campare finché non trova una nuova sistemazione. La soluzione è apparire tutti insieme per una settimana sul palcoscenico di un cinema alla fine della proiezione del film ricavato dalla storia della loro avventura berlinese, in cambio dell'incasso di una giornata accordato loro dal gestore della sala. Jackie trova poi un ingaggio come acrobata per intrattenere gli spettatori negli intervalli delle proiezioni cinematografiche e si accorda col capitano di marina mercantile Rauch, lo zio di Gianni che aveva salvato gli incauti gitanti sull'isolotto, per restare a lavorare con lui.
Dopo il ritorno dalla Danimarca, la nonna di Emilio legge al nipote una lettera che le ha mandato sua figlia, nella quale ammette che preferirebbe restare solo con suo figlio. La nonna fa presente i pro e i contro di entrambe le scelte, così Emilio risolve di non dire nulla e di lasciar celebrare il matrimonio.

## Edizioni
- (DE) Erich Kästner, Emil und die drei Zwillinge, illustrazioni di Walter Trier, Zürich, Atrium Verlag, 1934.
- Erich Kästner, Emilio e i tre gemelli, traduzione di Lavinia Mazzucchetti, illustrazioni di Walter Trier, collana Libri per la gioventù 15, Milano, Bompiani, 1936.
- Erich Kästner, Emilio e i tre gemelli, traduzione di Lavinia Mazzucchetti, illustrazioni di Walter Trier, collana I delfini d'acciaio 5, Milano, Bompiani, 1961.
- Erich Kästner, Emilio e i tre gemelli, traduzione di Lavinia Mazzucchetti, illustrazioni di Walter Trier, collana Tascabili Bompiani. Ragazzi 12, Milano, Bompiani, 1979.
- Erich Kästner, Emilio e i tre gemelli, traduzione di Lavinia Mazzucchetti, illustrazioni di Walter Trier, collana I libri da leggere, Milano, Mondadori, 1991.